# Терлиг-Хаинский сумон
Терлиг-Хаинский сумон, сумон Терлиг-Хая — административно-территориальная единица (сумон) и муниципальное образование со статусом сельского поселения в Кызылском кожууне Тывы Российской Федерации.
Административный центр и единственный населённый пункт сумона — село Терлиг-Хая.

## Население
| 2017 | 2018 |
| ---- | ---- |
| 493  | ↗494 |